# Anna May Wong
Anna May Wong, geboren als Wong Liu-tsong (Los Angeles (Californië), 3 januari 1905 - Santa Monica (Californië), 3 februari 1961) was een Amerikaans actrice van Chinese afkomst. Haar vader heette Wong Sam Sing en haar moeder Lee Gon Toy, ze werd vlak bij Los Angeles Chinatown geboren als het tweede van hun zeven kinderen. Vanwege racisme van leerlingen volgde ze onderwijs op een Engelstalige christelijke school voor Chinese kinderen. 's Middags en 's zaterdags kreeg ze les in haar moedertaal op de lokale Chinese school.

## Carrière
Wong begon haar carrière als actrice in 1919, toen ze een figurantenrol kreeg in Alla Nazimova's The Red Lantern. Ze was een van de eerste Chinees-Amerikaanse vrouwen op het doek. Vanwege haar afkomst, was het moeilijk voor Wong goede rollen te krijgen. In haar tijd kwam het nauwelijks voor dat verschillende rassen werden gemixt in een film. Het lukte haar niet in romantische films te spelen tegenover mannelijke Amerikanen.
Ondanks deze discriminatie had Wong rollen in verscheidene opmerkelijke films. Haar eerste hoofdrol in een film, was in Hollywoods eerste kleurenfilm The Toll of the Sea (1921). Ze reisde ook veel door Europa in de hoop hier meer rollen te kunnen krijgen.
Anna May Wong stierf op 56-jarige leeftijd aan een hartaanval.

## Filmografie (selectie)
- 1919 - The Red Lantern
- 1921 - The Toll of the Sea
- 1924 - The Thief of Bagdad
- 1924 - Peter Pan
- 1927 - Why Girls Love Sailors
- 1928 - Across to Singapore
- 1929 - Piccadilly
- 1931 - Daughter of the Dragon
- 1932 - Shanghai Express
- 1933 - A Study in Scarlet
- 1934 - Chu Chin Chow
- 1949 - Impact
- 1960 - Portrait in Black